# 게오르기 추르추미야
게오르기 알렉산드로비치 추르추미야(러시아어: Георгий Александрович Цурцумиа, 조지아어: გიორგი ალექსანდრეს ძე წურწუმია 기오르기 알레크산드레스 제 추르추미아, 1980년 10월 29일~)는 조지아 태생 카자흐스탄의 전직 레슬링 선수이다. 2004년 하계 올림픽에서 남자 그레코로만형 슈퍼헤비급 은메달을 획득했으며 세계 선수권 대회에서 동메달 1개 획득했다.